# John Gillan
John Gillan (Lebensdaten unbekannt) war ein schottischer Fußballspieler.

## Karriere
John Gillan spielte in seiner Fußballkarriere für den FC Dumbarton. In acht Spielzeiten kam er auf insgesamt 32 Ligaspiele. Am 20. August 1892 gelang ihm gegen den FC St. Mirren sein einziges Tor. In der Saison 1891/92 gewann er mit Dumbarton die Schottische Meisterschaft.

## Erfolge
mit dem FC Dumbarton
- Schottischer Meister (1): 1892